# Szabad préda (film)
A Szabad préda (eredeti cím: Freejack) 1992-ben bemutatott amerikai sci-fi-akciófilm, ami Robert Sheckley azonos című regénye alapján készült. A főszerepeket Emilio Estevez, Mick Jagger, Anthony Hopkins és Rene Russo játszotta. A film egy nyomasztó jövőbe került autóversenyzőről szól, akire többen különböző okokból vadásznak, így kénytelen menekülni a túlélésért. A film anyagilag jelentős bukás volt.

## Cselekmény
|  | Alább a cselekmény részletei következnek! |

Alex Furlong ígéretes ifjú autóversenyző, aki élete nagy futamára készül, ahol esélye lehet arra, hogy profi versenyzővé váljon. Sejtelme sincs arról, hogy a verseny tragikus véget fog érni számára: halálos autóbalesetet fog szenvedni. Arról pedig végképp nincs, hogy a baleset pillanatában hirtelen eltűnik és egy idegen helyen tér magához, ahol idegen emberek akarják egy furcsa és végzetes eljárás alá vetni. Alexnek sikerül megszöknie tőlük, és menekülés közben rájön, hogy a közeli jövő idegen, lepusztult, ellenséges világában találta magát. Barátnője lakására rohan, ahol azonban idegeneket talál, akik, miután végighallgatják zavaros magyarázatát, rájönnek, hogy ő egy „Freejack” és közlik: egy Freejacken senki sem segíthet. Alex kénytelen továbbmenekülni, bár fogalma sincs, mi az a Freejack.
Később aztán egy amazonjellemű apáca fogadja be egy föld alatti menedékhelyen, akitől végre felvilágosítást kap: a nem túl távoli jövőben lehetőség van arra, hogy valaki, aki hamarosan meghal, a tudatát előtte lementesse addig, amíg egy új testet nem találnak számára, és azt aztán abba áthelyezzék. A kiválasztott testet képesek a múltból megszerezni, de arra vigyázva, nehogy ez feltűnő legyen, csak az életképes „donor” halála előtt másodpercekkel transzportálják a testet a jövőbe. Az illető tudatát aztán kicserélik a megrendelőjéével, amit addig egy „lélekgép”-nek nevezett berendezésben tárolnak, de ott is csak maximum néhány napig marad ép. Ha egy ilyen donor megszökik, belőle egy Freejack lesz, akit hatóságilag tiltott segíteni vagy bújtatni. Nyilvánvaló, hogy valaki Alex testével akar tovább élni, és mivel az eljárás igen költséges és bonyolult, csak egy gazdag, felső vezetői körökbe tartozó személy lehet az.
Az apáca és menedékhelye is az Alexhez hasonló menekülteknek hivatott segíteni, mivel ez a jövő a nagy tömegek számára csak nyomort és tengődést jelent, akiket az állami fegyveres szervek tartanak sakkban, miközben egy szűkebb elit réteg a gazdagságot és a luxust élvezi, így nem csak kéretlen időutazók, hanem a jelen üldözöttjei is gyakran különböző föld alatti szervezkedők segítségére szorulnak. Alex szeretné megtalálni Julie Redlundot, a barátnőjét, de nem sikerül információt szerezni róla, csak egykori menedzserét, Brad Cartert tudja felkeresni. Brad, aki szintén a nyomorgó tömeg tagja, megígéri, hogy segít megkeresni a nőt, de mivel vérdíjat tűztek ki Alex fejére, ennek reményében feladja a hatóságoknak. Brad-et a felfordulásban agyonlövik, Alex pedig ismét sikeresen kereket old üldözői elől.
Az üldöző fegyveresek vezére, Victor Vacendak egyre inkább személyes ügyként kezeli a hajszát, ahol Alexnek mindig sikerül meglépnie. A fiú végre megtalálja Julie-t, aki az elitbe tartozik, egy nagy cég igazgatójának asszisztense. Nem hisz Alexnek, és kihívja rá a rendőrséget, így a fiú ismét menekülni kényszerül. Miután megjelenik Vacendak és Alexet keresi a nőn, Julie rájön, hogy látogatója valóban az volt, akinek mondta magát. Közben a cég aljas alelnöke, Mark Michelette a saját érdekeit akarja érvényesíteni: el akarja veszejteni az igazgatót, Ian McCandless-t, aki haldoklik és a tudata a lélekgépben van, hogy övé legyen a cég. Ezért saját fegyvereseivel még Vacendak-ra és csapatára is rátámad, hogy ne tudják Alexet elkapni. Ugyanis McCandless akarja Alex testét, mivel szerelmes Julie-ba, és a régi, elhunyt szerelme testében talán jobban el tudná magát fogadtatni vele. Ezek után azonban már Vacendak is inkább Alex és Julie oldalára áll, főleg miután Alex Vacendak életét is megmenti. A szálak végül McCandless felhőkarcolójának tetején futnak össze, ahol a lélekgép is van...
|  | Itt a vége a cselekmény részletezésének! |

## Szereplők
| Szerep                       | Színész           | Magyar hang                                                     |
| ---------------------------- | ----------------- | --------------------------------------------------------------- |
| Alex Furlong                 | Emilio Estevez    | Laklóth Aladár                                                  |
| Victor Vacendak              | Mick Jagger       | Gáti Oszkár                                                     |
| Julie Redlund                | Rene Russo        | Tóth Enikő                                                      |
| Ian McCandless               | Anthony Hopkins   | Reviczky Gábor                                                  |
| Mark Michelette              | Jonathan Banks    | Sinkovits-Vitay András                                          |
| Brad Carter                  | David Johansen    | Uri István                                                      |
| Apáca                        | Amanda Plummer    | Kiss Erika                                                      |
| Boone                        | Grand L. Bush     | Csuja Imre                                                      |
| Ripper                       | Esai Morales      | Reisenbüchler Sándor                                            |
| Morgan                       | John Shea         | Dimulász Miklós                                                 |
| Eagle Man                    | Frankie Faison    | Kránitz Lajos                                                   |
| Earnhart                     | Wilbur Fitzgerald | ?                                                               |
| Mr. Plugs                    | Tom Barne         | Antal László                                                    |
| Japán üzletemberek vezetője  | Edmund Ikeda      | Antal László                                                    |
| Éhes vendég                  | Tony Epper        | Antal László                                                    |
| Taxisofőr                    | Harsh Nayyar      | Fekete Zoltán                                                   |
| Férfi Julie lakásában        | Johnny Popwell    | Wohlmuth István                                                 |
| Nő Julie lakásában           | Myrna White       | Koffler Gizi                                                    |
| Tiszt az ellenőrzési pontnál | Jeff Lewis        | Varga Tamás                                                     |
| Technikus                    | Mark Gordon       | Varga Tamás                                                     |
| Kamerás                      | Jeff Scordino     | Bartucz Attila                                                  |
| Riporter                     | Jerry Hall        | ?                                                               |
| További szereplők            | –                 | Faragó József Kardos Gábor Melis Gábor Somlai Edina Varga Tamás |